# Kurt Langenbein
Kurt Langenbein (* 4. November 1910 in Mannheim; † 16. November 1978 ebenda) war ein deutscher Fußballnationalspieler. Der schnelle und torgefährliche Angreifer brachte es von 1927/28 bis 1945/46 bei seinem Heimatverein VfR Mannheim in 231 Punktspielen auf 178 Tore.

## Laufbahn

### Verein
Der Rechtsaußen beziehungsweise Mittelstürmer des VfR Mannheim gehörte in den dreißiger Jahren zu den wichtigsten Spielern auf seiner Position in Süddeutschland. Dreimal wurde er Torschützenkönig der Gauliga Baden. In der Runde 1927/28 integrierten die Rasenspieler in der Rheinbezirksliga die Offensivtalente Oskar Rohr und Kurt Langenbein in die Ligaelf der Blau-Weiß-Roten. Bereits am 15. Juni 1929 spielte er in der Stadtauswahl von Mannheim. Im zweiten Jahr der Gauliga Baden, 1934/35, gewann er erstmals mit dem VfR die Meisterschaft und zog damit in die Endrunde um die deutsche Meisterschaft ein. Dort kam er zwar auf eine gute persönliche Bilanz mit sechs Spielen und vier Toren, das Abschneiden seiner Mannschaft dagegen war mit fünf Niederlagen und nur einem Sieg enttäuschend. Nach der erneuten Gaumeisterschaft 1938 zeigten sich die Rasenspieler aber in der Endrunde von ihrer besten Seite und lieferten sich einen ausgeglichenen Kampf mit dem FC Schalke 04 um den ersten Rang in der Gruppenphase. Das 1:1-Remis am letzten Gruppenspieltag, dem 8. Mai, beim SV Dessau 05, brachte den VfR gegenüber dem punktgleichen Schalke 04 wegen des schlechteren Torverhältnisses um den Gruppensieg und damit den Einzug in das Halbfinale.
Bei Andreas Ebner wird der VfR-Torjäger in der Gauliga Baden mit 103 Einsätzen und 103 Treffer notiert. Langenbein galt als Intelligenzfußballer, der zwei Jahrzehnte lang der Ligaelf des VfR angehörte, über 1200 Spiele für seinen Verein bestritt und es auf mehr als 1400 Tore gebracht haben soll. Er gehörte – ebenso wie Oskar Rohr und Karl Striebinger – auch dem VfR-Team an, das nach Kriegsende, am 9. September 1945, im ersten Fußballspiel in Mannheim gegen den SV Waldhof beim 3:1-Sieg der Waldhöfer aktiv war. In der ersten Saison der Fußball-Oberliga Süd, 1945/46, der VfR startete mit einem 2:1-Heimerfolg am 4. November 1945 gegen die Offenbacher Kickers in die Runde, absolvierte der Ex-Nationalspieler sechs Spiele und erzielte dabei fünf Tore.
Nach dem Zweiten Weltkrieg arbeitete er als Verwaltungsdirektor für die Mannheimer Verkehrsbetriebe. Vom VfR Mannheim wurde er zum „Ehrenspielführer“ ernannt.

### Auswahlspiele
Am 10. Januar 1932 wurde der VfR-Angreifer im Halbfinalspiel des Bundespokals 1931/32 in Saarbrücken zwischen Süddeutschland und Brandenburg als Rechtsaußen in der Südauswahl aufgestellt. Beim deutlichen 8:1-Erfolg spielte er an der Seite von Torhüter Willibald Kreß, Franz Schütz, Hans Stubb, Rudolf Gramlich und Edmund Conen. Das Finale verlor er mit Süddeutschland am 5. Juni 1932 in Leipzig mit 1:2 Toren gegen Norddeutschland. Am 6. März 1932 stand er erstmals für die DFB-Auswahl auf dem Platz, als die Auswahl der Schweiz mit 2:0 besiegt wurde. Es war auch gleichzeitig das Nationalmannschaftsdebüt seines ehemaligen VfR-Mitspielers Oskar Rohr, der jetzt beim FC Bayern München spielte. Zwar stand er im 38 Spieler umfassenden vorläufigen Aufgebot für die Weltmeisterschaft 1934, fand im endgültigen Kader aber keinen Platz. Bei seinem zweiten und letzten Länderspiel gegen Lettland in Königsberg am 13. Oktober 1935 gelang ihm mit dem 3:0-Schlusstreffer ein Länderspieltor. Dennoch blieb ihm der längerfristige Erfolg in der Nationalmannschaft verwehrt.
Zudem kam er auf 16 Einsätze in der Süddeutschen Auswahl, nach 1932 war er auch noch 1933 mit Süddeutschland und 1935 und 1938 mit der Gauauswahl Baden (58 Spiele für Baden beziehungsweise die Mannheimer Stadtauswahl) in das Halbfinale um den Reichsbundpokal eingezogen.
Am 6. September 1937 beantragte Langenbein die Aufnahme in die NSDAP und wurde rückwirkend zum 1. Mai desselben Jahres aufgenommen (Mitgliedsnummer 4.715.106).